# Mount Columbia (Alberta)
Der Mount Columbia in Alberta in Kanada ist mit 3747 m nach dem Mount Robson der zweithöchste Berg in den kanadischen Rocky Mountains und der höchste Berg Albertas. Innerhalb der kanadischen Rocky Mountains liegt der Berg in der Park Ranges, welche auch als Central Main Ranges bezeichnet wird. 
Er befindet sich am nördlichen Rand des Columbia-Eisfelds im Jasper-Nationalpark an der Grenze zwischen den Provinzen Alberta und British Columbia, sein Gipfel liegt in Alberta. Der Mount Columbia wurde von J. Norman Collie nach dem Columbia River benannt. Seine Erstbesteigung erfolgte 1902 durch James Outram und Christian Kaufmann.